# Marko Zlatić
Marko Zlatić (Čačak, 9 luglio 1979) è un pallavolista serbo naturalizzato francese.

## Carriera
La carriera di Marko Zlatić inizia a livello giovanile nell'Odbojkaški Klub Mladost Lučani e nell'Odbojkaški Klub Ribnica; viene poi ingaggiato all'età di diciott'anni dall'Odbojkaški klub Partizan, con cui esordisce al livello professionistico nel campionato serbo-montenegrino. Dopo sei stagioni a Belgrado nel campionato 2002-03 si trasferisce all'Odbojkaški klub Vojvodina, dove vince un campionato e una coppa nazionale, mentre nell'annata 2004-05 passa all'Odbojkaški klub Budućnost Podgorica e vince il suo secondo campionato consecutivo; nello stesso periodo ottiene alcune convocazioni nella nazionale della Serbia e Montenegro.
Nella stagione 2007-08 va a giocare nella Divizia A rumena tra le file del Clubul Sportiv Volei Municipal Remat Zalău, mentre dall'annata 2008-09 gioca ininterrottamente per il Foyer Laïque Saint-Quentin Volley-Ball, nel campionato francese, con cui retrocede fino alla terza serie ottenendo poi la promozione in Ligue B con la squadra che nel frattempo ha cambiato denominazione, diventando Saint-Quentin Volley. 
Nel 2016 è passato al Fentange, squadra militante nella massima serie lussemburghese. Durante la sua avventura a Hesperange ha vinto due Coppe di Lussemburgo e un campionato. 
Nel 2018 ha annunciato il ritiro.

## Palmarès
- Campionato serbo-montenegrino: 1

2003-2004, 2004-05
- Campionato lussemburghese: 1

2017-18
- Coppa di Lussemburgo: 2

2016-17, 2017-18
- Coppa di Serbia e Montenegro: 1

2003